# Atlantik-Feldzug von 1806
Kap Finisterre – Wertingen – Günzburg – Haslach-Jungingen – Elchingen – Ulm – Trafalgar – Caldiero – Mehrbach – Lambach – Bodenbühl – Steyr – Amstetten – Mariazell – St. Pölten – Kap Ortegal – Dürnstein – Schöngrabern – Wischau (Vyškov) – Austerlitz – San Domingo
Der Atlantikfeldzug von 1806 war eine komplexe Abfolge von Manövern und Gegenmanövern, die die Geschwader der französischen Marine und der Royal Navy im Frühjahr und Sommer 1806 im Rahmen des 3. Koalitionskrieges im Atlantik führten. Der Feldzug schloss direkt an den Trafalgar-Feldzug des Vorjahres an, bei dem die französische Mittelmeerflotte den Atlantik überquert hatte, nach Europa zurückgekehrt war und sich mit der spanischen Flotte vereinigt hatte. Am 21. Oktober 1805 wurde diese vereinigte Flotte von Horatio Nelson in der Schlacht von Trafalgar vernichtet. In der Überzeugung, dass die französische Marine während des Winters zu keinem organisierten Widerstand auf See fähig sein würde, zog der Erste Lord der Admiralität Charles Middleton die britischen Blockadegeschwader von den französischen Häfen ab. Middleton hatte sich geirrt – die französische Atlantikflotte, in Brest, war nicht in den Trafalgar-Feldzug involviert und hatte daher immer noch ihre volle Stärke. Napoleon nutzte die Verringerung der britischen Streitkräfte und beorderte zwei schwere Geschwader auf See, um die britischen Handelsrouten zu überfallen und gleichzeitig den Kontakt mit den entsprechenden Kräften der Royal Navy zu vermeiden.

## Vorgeschichte
Am 30. März 1805 brach die französische Mittelmeerflotte unter Vizeadmiral Pierre de Villeneuve erfolgreich aus dem Hafen von Toulon aus, umging die britische Blockadeflotte unter Vizeadmiral Nelson und segelte westwärts aus dem Mittelmeer in den Atlantik, wobei Nelson einige Tage später folgte. Villeneuve überquerte mit einem spanischen Geschwader den Ozean in Richtung Karibik und ankerte in Martinique, während Nelson am 11. Juni in Barbados eintraf. Von der Ankunft der Briten in Panik versetzt, kehrte Villeneuve umgehend nach Europa zurück, während Nelson ihm abermals folgte. Villeneuve hatte den Befehl erhalten, nach Brest, dem französischen Marinehafen am Golf von Biskaya, zu segeln und sich dort mit der Flotte von Vizeadmiral Honoré Ganteaume zu vereinigen. Gemeinsam sollten sie die Royal Navy aus dem Ärmelkanal vertreiben, um eine Invasion Großbritanniens vorzubereiten. Als Villeneuve jedoch am 22. Juli 1805 den spanischen Hafen Ferrol passierte, wurde er von einer britischen Flotte unter Vizeadmiral Sir Robert Calder abgefangen. In der anschließenden Schlacht von Kap Finisterre kaperte Calder zwei spanische Schiffe, konnte Villeneuves Geschwader jedoch keinen entscheidenden Schlag versetzen, bevor es nach Cádiz, Spaniens wichtigstem Atlantikhafen, entkam. Kurz darauf traf Nelson ein und leitete eine Blockade des Hafens ein.

Am 21. Oktober 1805 stach die vereinte französisch-spanische Flotte unter Villeneuve von Cádiz aus in See und wurde von Nelson in der Schlacht von Trafalgar gestellt. Obwohl Nelson auf dem Höhepunkt der Schlacht fiel, fügte sein Geschwader der kombinierten Flotte eine verheerende Niederlage zu und kaperte und zerstörte mehrere französische und spanische Schiffe, darunter auch Villeneuves Flaggschiff. Die angeschlagenen Reste der französischen Mittelmeerflotte und der spanischen Atlantikflotte zogen sich nach Cádiz zurück. Insgesamt kostete der Feldzug Napoleon 13 französische und 12 spanische Schiffe, womit jede Möglichkeit einer regionalen Überlegenheit zur See beseitigt und die geplante Invasion Großbritanniens, die bereits auf unbestimmte Zeit verschoben worden war, verhindert wurde. Die Ausschaltung der französischen und spanischen Flotte und das Ende der Bedrohung durch eine französische Invasion wurde in Großbritannien erleichtert aufgenommen. Middleton sah dies als Gelegenheit, die Kosten und Schäden an den Schiffen zu verringern, indem er die Blockadeflotte während des Winters abzog, in der Annahme, dass die angeschlagene französische Marine während dieser Zeit nicht in der Lage und nicht willens sein würde, auf See zu operieren. Er schrieb: 

„Es hat wenig Sinn, unsere Schiffe während des Winters in einer fruchtlosen Blockade aufzureiben.“

Middleton hatte die Stärke der Flotte von Brest, die am Feldzug von 1805 nicht beteiligt gewesen war und sich daher in voller Stärke befand, völlig falsch eingeschätzt. Er hatte auch Napoleon unterschätzt, der festgestellt hatte, dass Villeneuves kurzer Aufenthalt in der Karibik eine große Bedrohung für den britischen Handel darstellte, indem er die Konvois verzögerte und Panik unter den westindischen Kaufleuten auslöste. Napoleon war ebenfalls beeindruckt von der Wirkung des Kommandounternehmens von Konteradmiral Zacharie Allemand, das am 17. Juli 1805 aus Rochefort entkommen war und den britischen Handel im Atlantik erheblich gestört hatte. Um diese Reaktion erneut zu provozieren, erteilte er im November 1805 dem Kommandanten in Brest, Vizeadmiral Honoré Ganteaume, den Befehl, zwei starke Geschwader für den Einsatz im Atlantik vorzubereiten. Diese sollten Brest am 13. Dezember im Schutz der Dunkelheit verlassen, um tief in den Atlantik vorzudringen und alle Handelskonvois abzufangen, auf die sie trafen. Anschließend sollten sich die Geschwader aufteilen und im Südatlantik und in der Karibik den britischen Interkontinentalhandel so stark wie möglich stören. Die Befehle legten Ganteaume und seinen Offizieren nahe, sich nicht auf einen Kampf mit gleich großen oder größeren Streitkräften der Royal Navy einzulassen, um das Risiko zu vermeiden, in einer Schlacht aufgerieben zu werden.
Ganteaume standen für sein Unternehmen, das mindestens 14 Monate dauern sollte, 11 Linienschiffe zur Verfügung, darunter die Impérial, das Flaggschiff von Vizeadmiral Corentin-Urbain Leissègues, der mit vier weiteren Linienschiffen, zwei Fregatten und einer Korvette, in die Karibik fahren sollte. Sein Geschwader nahm über 1.000 französische Soldaten an Bord, um die Garnison in Santo Domingo unter General Jean-Louis Ferrand zu verstärken. Anschließend sollte es zwei Monate lang Jamaika blockieren, bevor es entlang der amerikanischen Ostküste nach Neufundland segelte und nach Frankreich zurückkehrte, wenn die Lebensmittelvorräte zur Neige gingen. Das andere Geschwader wurde Konteradmiral Jean-Baptiste Willaumez zugeteilt. Er hatte den Auftrag, auf den Schifffahrtswegen des Südatlantiks zu kreuzen, anschließend zu den Leeward-Inseln zu segeln, mit den französischen Kolonien Martinique, Guadeloupe und Französisch-Guayana in Verbindung zu treten und Barbados zu blockieren. Wenn der britische Widerstand zu stark würde, sollte er in den Südatlantik vor St. Helena zurückkehren und von dort nach Frankreich, zurückkommen. Sein Geschwader bestand aus sechs Linienschiffen, zwei Fregatten und zwei Briggs.

## Dezember 1805
Am 13. Dezember 1805, als der Großteil des britischen Blockadegeschwaders in der Bucht von Cawsand vor Anker lag und der Rest durch einen Wintersturm weit vor die Küste getrieben wurde, segelten die französischen Geschwader unbemerkt von Brest in den Golf von Biskaya. Innerhalb von zwei Tagen waren sie fast 500 Seemeilen (930 km) in den Atlantik vorgedrungen und trafen dort auf einen britischen Handelskonvoi. Der Konvoi befand sich auf dem Weg von Gibraltar nach Großbritannien und wurde von der HMS Polyphemus unter Kapitän Robert Redmill und der Fregatte HMS Sirius unter Kapitän William Prowse eskortiert. Am gleichen Tag tauchte im Norden ein zweiter Konvoi auf, der aus 23 Schiffen bestand und von Cork in die Karibik fuhr. Er wurde von den Fregatten HMS Arethusa unter Kapitän Charles Brisbane, der HMS Boadicea unter Kapitän John Maitland und der Brigg HMS Wasp begleitet.
Willaumez' kaperte eine Reihe von Schiffen aus Redmills Konvoi und konnte die Sirius isolieren, die nur knapp einem Kampf mit vier französischen Linienschiffen entging. Nachdem der Konvoi auseinandergetrieben war, sammelte Willaumez seine Schiffe und sandte die Fregatte Volontaire mit den Prisen nach Teneriffa. Anschließend begab er sich nach Süden in das ihm zugewiesene Operationsgebiet. Im Norden näherte sich Leissègues in der Nacht allmählich Brisbanes Konvoi, schloss aber erst am Morgen des 16. Dezembers zu ihm auf. Daraufhin formierte Brisbane seine drei Kriegsschiffe zu einer Schlachtlinie, die von drei der größeren Handelsschiffe begleitet wurde. Dies ermöglichte es den 17 anderen Schiffen zu entkommen. Leissègues ignorierte den flüchtenden Konvoi bildete seine eigene Schlachtlinie und versuchte weiter auf Brisbane aufzuschließen. Bei Einbruch der Dunkelheit gab Leissègues die Verfolgung auf und wandte sich nach Süden. Daraufhin entsandte Brisbane die Boadicea nach Brest und die Wasp zu den Blockadegeschwadern entlang der Atlantikküste mit der Warnung vor einer französischen Operationen im Ostatlantik. Brisbane selbst hielt den Kontakt zu Leissègues, für einen weiteren Tag aufrecht, bevor die Franzosen schließlich abdrehten. Anschließend segelte Brisbane mit dem Rest seines Konvois weiter nach Süden und suchte das britische Blockadegeschwader in Cádiz auf.
Am 20. November 1805 traf das französische Geschwader von Allemand, das sich auf dem Rückweg nach Frankreich befand, vor den Ilhas Selvagens auf einen britischen Konvoi, auf dem Weg von Großbritannien nach Gorée. Begleitet wurde der aus 6 Handelsschiffen bestehende Konvoi von der der Brigg HMS Lark unter dem Kommando von Frederick Langford. Als sich die Franzosen näherten gab Langford den Befehl den Konvoiverband aufzulösen. Er selbst wandte sich nach Norden um das Geschwader vor Cádiz unter Konteradmiral John Thomas Duckworth aufzusuchen. Nachdem Langford am 26. November Cádiz erreicht hatte, stach Duckworth unmittelbar darauf in See um Allemand zu verfolgen.
Von Cádiz aus nach Süden segelnd, erreichte Duckworths Geschwader am 5. Dezember Madeira und passierte zehn Tage später Teneriffa, ohne ein französisches Schiff zu sichten. Auf der Weiterfahrt nach Süden zu den Kapverdischen Inseln musste sich Duckworth eingestehen, dass das französische Geschwader entkommen war, worauf er sich nach Norden zurückzog und am 23. Dezember auf den dezimierten Konvoi von Brisbane traf. Duckworth verfolgte die mutmaßliche Route von Leissègues' Schiffen und wählte einen Kurs nach Norden, bei dem er das französische Geschwader abzufangen hoffte. Am 25. Dezember gegen 06:45 Uhr konnten Späher von Duckworths Geschwader bei 30°52′N 20°16′W, etwa 200 Seemeilen (370 km) nordwestlich der Kanarischen Inseln, neun Segel in der Ferne ausmachen. Da Duckworth von neun französischen Schiffen ausging, glaubte er zunächst, dass es sich um Allemand handeln müsse. Als er sich jedoch den Franzosen weiter näherte, wurde klar, dass es sich um Willaumez handelte.
Am 26. Dezember gegen 13:00 Uhr hatten die Briten so weit zu den Franzosen aufgeschlossen das die Vorhut nur noch 16 Seemeilen (29 km) von der französischen Nachhut entfernt war. Der Rest des Geschwaders lag jedoch mehr als 22 Seemeilen (41 km) zurück. Die Briten waren zu weit verstreut, um die Franzosen in einem gleichwertigen Gefecht anzugreifen. Daher brach Duckworth sehr zum Unmut seiner Offiziere die Verfolgung ab. Anschließend kommandierte er die Fregatte HMS Amethyst ab, um die Nachricht von den französischen Aktivitäten im Ostatlantik London zu übermitteln, wobei er darauf hinwies, dass die Franzosen wahrscheinlich auf dem Weg nach Niederländisch-Indien waren. Er selbst wandte sich nach Südwesten zu den Leeward-Inseln, wo er seine Schiffe mit Nachschub versorgen konnte, um die Wiederaufnahme der Blockade bei Cádiz vorzubereiten. Am 2. Januar 1806 befahl er der HMS Powerful unter Kapitän Robert Plampin, in den Indischen Ozean zu segeln und das dortige britische Geschwader zu verstärken, falls Willaumez asiatische Gewässer erreichen sollte.
Die Nachricht vom Ausbruch der Franzosen erreichte Großbritannien am 24. Dezember. Der Bericht unterschätzte die französischen Streitkräfte. Statt der tatsächlichen elf Linienschiffe ging man lediglich von sieben aus. Middleton der seinen Fehler bei der Aufhebung der Blockade erkannte, gab Befehl sofort zwei Geschwader zum Auslaufen vorzubereiten: Das eine unter Vizeadmiral John Borlase Warren in Spithead, bestehend aus sieben Linienschiffen. Das andere in der Cawsand Bay unter Konteradmiral Richard Strachan bestehend aus sechs Linienschiffen. Beide hatten den Auftrag, im Atlantik nach den französischen Geschwadern zu suchen. Warren in der Nähe von Madeira und anschließend bei den Westindischen Inseln, wo er sich schließlich mit dem Geschwader von Konteradmiral Alexander Cochrane und Vizeadmiral James Richard Dacres zusammenschließen sollte. Und Strachan entlang der westafrikanischen Küste bis zum Kap der Guten Hoffnung, um die lebenswichtige Handelsroute im Ostatlantik zu schützen, die Großbritannien mit Indien verband. Sollte es ihm nicht gelingen, die Franzosen aufzuspüren, sollte er sich dem Geschwader von Kommodore Home Riggs Popham anschließen, um im Herbst 1805 den holländischen Stützpunkt am Kap der Guten Hoffnung anzugreifen.

## Schlacht von San Domingo
Am 12. Januar 1806 ankerte Duckworths Geschwader in der Carlisle Bay vor Bridgetown und entsandte die HMS Acasta, für zusätzliche Wasservorräte St. Kitts. Am 19. Januar segelte dann das gesamte Geschwader nach Basseterre, wo es ankerte und mit frischen Lebensmitteln und Wasser versorgt wurde. Am 21. Januar stießen zwei Schiffe des westindischen Geschwaders dazu die HMS Northumberland unter Kapitän John Morrison und die HMS Atlas unter Kapitän Samuel Pym. Die Northumberland war das Flaggschiff von Konteradmiral Alexander Cochrane, der zwar mit Duckworth zusammentraf, aber keine neuen Informationen über die Bewegungen der Franzosen in der Region hatte. Tatsächlich war Leissègues am 20. Januar in der Karibik eingetroffen, nachdem sich seine Überfahrt durch eine Reihe von Winterstürmen vor den Azoren verzögert hatte. Nach der Ausschiffung der Truppen in Santo Domingo nahm Leissègues neue Vorräte auf, ließ Reparaturen an seinen Schiffen vornehmen und wartete in den nächsten zwei Wochen auf die Ankunft der vermissten Indivisible und Cassard.
Am 1. Februar traf die Schaluppe HMS Kingfisher in Basseterre ein mit der Nachricht, dass drei französische Linienschiffe vor Santo Domingo gesichtet worden waren. Duckworth stach sofort in See und segelte in Richtung Hispaniola. Am 3. Februar passierte er St. Thomas und fuhr am folgenden Tag durch die Mona-Passage. Am 5. Februar stieß die Fregatte HMS Magicienne unter Kapitän Adam Mackenzie hinzu. Nachdem die Franzosen am morgen des 6. Februar das britische Geschwader gesichtet hatten, gab Leissègues seinen Schiffen Befehl in Schlachtlinie westwärts entlang der Küste in Richtung Nizao zu segeln. Um 10:10 Uhr hatte die Superb zur Alexandre aufgeschlossen, gefolgt von der Northumberland und der Spencer die die nächsten beiden französischen Schiffe, die Impérial und die Diomède angriffen. Der Rest der Schiffe bildete eine zweite Division unter der Führung der HMS Canopus, die schnell hinter die führende Division zurückfiel. Innerhalb von 15 Minuten scherte die Alexandre aus der Linie aus und drehte gefolgt von der Spencer nach Süden ab, während die Northumberland durch das massive Geschützfeuer der Impérial schwer beschädigt wurde. Um 10:35 Uhr erreichte die Canopus, die Donegal und die Atlas das Gefecht und feuerten ihre Breitseiten auf die Längsachse der Alexandre. Die Canopus konzentrierte sich anschließend auf die Impérial, während die Donegal, die Brave und die Atlas die Jupiter angriffen, die beide kurz darauf zusammen mit der Alexandre kapitulierten.
Nachdem die französische Nachhut niedergerungen war, konzentrierten die verbliebenen britischen Schiffe ihren Angriff auf die Impérial und die Diomède. Doch der starke Rauch des Schießpulvers versperrte den Briten die Sicht und führte dazu, dass die Atlas mit der Canopus kollidierte, während das Feuer der Impérial die Northumberland außer Gefecht setzte. Um 11:30 Uhr, von den Briten eingekesselt und keine Möglichkeit zur Flucht, beschloss Leissègues, seine verbliebenen Schiffe auf Grund zu setzen. Die britischen Verluste in diesem Gefecht beliefen sich auf 74 Tote und 264 Verwundete, während die Gesamtzahl der Franzosen auf 1.510 geschätzt wurde, obwohl genaue Zählungen im Anschluss an die Schlacht nicht vorgenommen wurden. Nachdem dem Ende der Schlacht entsandte Duckworth die Northumberland und die Agamemnon nach Barbados und segelte mit dem Rest des Geschwaders und den Prisen nach Jamaika. Dort wurde er bejubelt und auch in Großbritannien wurde sein Sieg gefeiert, als die Nachricht nach Europa gelangte. Bei den Auszeichnungen mit denen die Offiziere des Geschwaders belobigt wurden, wurde Duckworth übergangen. Sein Rückzug vor Cádiz und das Versäumnis, Willaumez im Dezember in einer Schlacht zu stellen, hatten ihm die Feindschaft von Cuthbert Collingwood, dem Oberbefehlshaber der Mittelmeerflotte, eingebracht, der jegliche Auszeichnungen für seinen Untergebenen blockierte.

## Atlantik
Nachdem er Duckworth am 26. Dezember entkommen war, segelte Willaumez in Richtung Südafrika, um vor dem Kap der Guten Hoffnung zu kreuzen, wo er die Ankunft der britischen Chinaflotte erwartete. Die Chinaflotte war ein großer, jährlich stattfindender Konvoi der Britischen Ostindien-Kompanie, der von Guangdong aus nach Großbritannien fuhr. Während der Passage versammelte der Konvoi Schiffe aus den verschiedenen britischen Kolonien im Indischen Ozean, sodass er, wenn er die Südspitze Afrikas passierte, oft aus Dutzenden von Schiffen bestand.
Willaumez hatte geplant, sein Geschwader am Kap selbst mit Nachschub zu versorgen, bevor er sich auf die Suche nach der China-Flotte machte. Aber die Besatzung eines im Südatlantik gekaperten Handelsschiffs informierte ihn, dass sich die niederländischen Gouverneure am 10. Januar 1806 nach fünftägigen Kämpfen einem Expeditionskorps unter General David Baird und Kommodore Popham ergeben hatten. Willaumez verwarf daraufhin seine Pläne steuerte stattdessen Salvador an und beschloss, seine Operationen im Südatlantik bis April fortzusetzen.

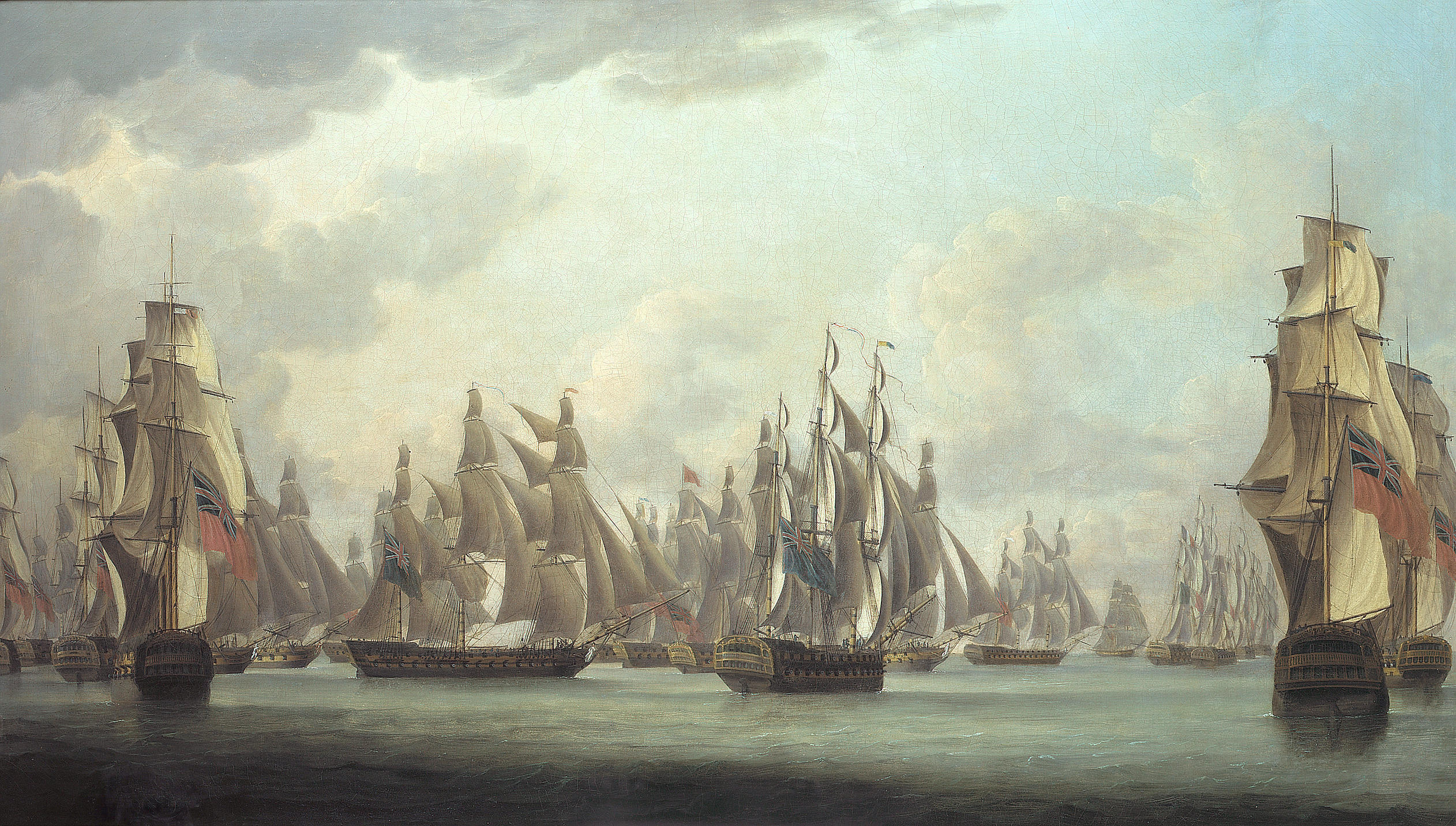
Rückzug von Konteradmiral Linois Geschwader nach der Schlacht von Pulau Aur am 15. Februar 1804.

### 13. März 1806
Während Willaumez im Südatlantik operierte, machten die britischen Geschwader unter Strachan und Warren Hunderte von Meilen weiter nördlich Jagd auf ihn. Warrens Geschwader kreuzte im Ostatlantik und überwachte die Handelsrouten entlang der westafrikanischen Küste, während Strachan sich auf den Westatlantik konzentrierte, insbesondere auf die südlichen Zugänge der Karibik. Obwohl keiner der beiden in der Lage war, Willaumez abzufangen, bevor er nach Frankreich zurückkehrte, bot Warrens Position ihm die Möglichkeit, nach französischen oder verbündeten Schiffen Ausschau zu halten, die aus dem Osten nach Europa zurückkehrten. Am 16. März gegen 03:00 Uhr meldeten die Ausgucke der HMS London Segel in nordöstlicher Richtung, worauf Kapitän Burrard-Neale befahl die Verfolgung aufzunehmen. Obwohl kein anderes Schiff des Geschwaders etwas sehen konnte, gab Warren den Befehl, der London zu folgen, falls sich die Segel als französisch herausstellen sollten.
Bei den Segeln handelte es sich um die verbliebenen Schiffe von Konteradmiral Charles-Alexandre Linois´s Geschwader, das am 13. März 1803 in See gestochen war und seitdem im Indischen Ozean operierte. Dort führte Linois eine Reihe von Angriffen auf Handelsschiffe durch, die nur wenig Erfolg hatten, da es auf der Île de France an Marinevorräten mangelte und Linois dem Feind nur zögerlich gegenübertrat. Das Geschwader hatte 1804 bei Pulau Aur und in der Schlacht von Vizagapatam sowie 1805 gegen einen von Thomas Troubridge eskortierten Konvoi Gelegenheiten verpasst und bestand nun nur noch aus dem Linienschiff Marengo und der Fregatte Belle Poule. Am 13. März um 03:00 Uhr sichteten die die Franzosen Segel in Südwestlicher Richtung. Trotz der Bedenken seiner Offiziere befahl Linois weitere Nachforschungen in der Hoffnung, einen weiteren Handelskonvoi entdeckt zu haben.
Um 05:30 Uhr kollidierten die London und die Marengo in der Dunkelheit beinahe miteinander. Linois erkannte das fremde Schiff als britisches Linienschiff zweiten Ranges wendete und versuchte zu flüchten. Der Marengo gelang es jedoch nicht zu entkommen und die London fügte dem französischen Flaggschiff schnell schwere Schäden zu. Die Belle Poule unterstützte die Marengo so lange wie möglich, drehte dann aber um 06:15 Uhr mit der Amazon direkt hinter ihr ab. Die Kämpfe dauerten weitere viereinhalb Stunden an, in der die Marengo sich gegen eine Übermacht verteidigte, während der Rest von Warrens Geschwader in Reichweite kam. Im Nordosten gelang es der Amazon, die Belle Poule zu stellen. Unfähig zu entkommen oder den Kampf fortzusetzen, ergaben sich sowohl die Marengo als auch Belle Poule um 11:00 Uhr. Die französischen Verluste beliefen sich auf 69 Gefallene und 106 Verwundete, während die Briten 13 Gefallene und 27 Verwundete zu beklagen hatten. Nach dem Gefecht kehrte Warren mit den gekaperten Schiffen nach Großbritannien zurück und ließ die östliche Hälfte des Atlantiks vorübergehend unbewacht.

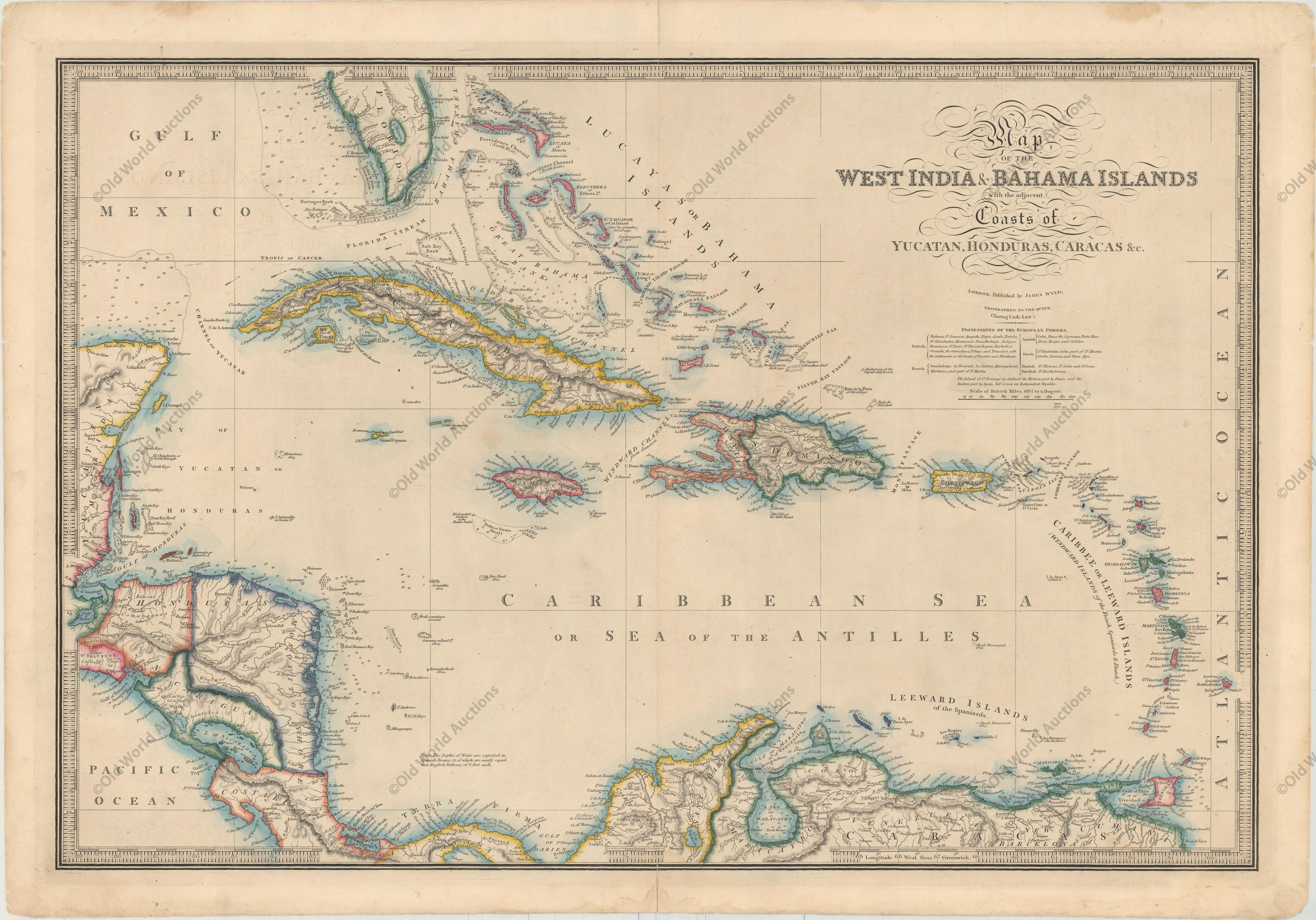

### Karibik
Anfang April 1806 war Strachan der einzige britische Admiral, der nach dem Rückzug von Duckworth und Warren noch Jagd auf das Geschwader von Willaumez machte. Im Mai erreichte ihn die Nachricht von Willaumez' Aufenthalt in Salvador und seiner anschließenden Abreise Mitte April, woraufhin er die Verfolgung aufnahm und zu den Westindischen Inseln segelte. Nachdem Willaumez Brasilien verlassen hatte, steuerte er zunächst die französische Kolonie Cayenne an, wo er seine Schiffe in drei Geschwader aufteilte, um sein Operationsgebiet zu vergrößern. Im Mai erwog er kurzzeitig einen Angriff auf die Carlisle Bay, ließ den Plan aber wieder fallen mit der Begründung, dass Wind und Gezeiten gegen ihn waren. Cochrane, dessen Geschwader in der Carlisle Bay stationiert war, nahm die Verfolgung der Franzosen auf und hätte mit seinem Flaggschiff der Northumberland beinahe die Vétéran gekapert, an dessen Bord sich Jérôme Bonaparte befand, so dass sich das französische Schiff am 9. Juni nach Fort-de-France zurückziehen musste. Cochrane blockierte daraufhin den Hafen musste, sich aber auf Grund eines Sturmes bei dem die Northumberland beschädigt wurde vorübergehend nach Saint Lucia zurückziehen. Dies ermöglichte es dem Rest von Willaumez' Geschwader sich der Vétéran im Laufe der nächsten Woche anzuschließen.
Am 1. Juli verließ Willaumez mit zwei Schiffen Fort-de-France und segelte nach Montserrat, wo er drei Handelsschiffe im Hafen beschlagnahmte. Der britische Gouverneur von Montserrat sandte dringende Warnungen nach Charlestown und Basseterre, wo in aller Eile ein Konvoi von 65 Schiffen Sandy Point unter dem Schutz der Fregatte HMS Carysfort Richtung England verließ. Für 13 Schiffe aus anderen Häfen kam die Warnung zu spät. Am 3. Juli fuhren vier Schiffe, die sich am Vortag von Willaumez' Geschwader gelöst hatten, auf die Inseln zu, beschlagnahmten vier Schiffe vor Charlestown und griffen die restlichen neun an, die sich vor Brimstone Hill versammelt hatten. Dort wurden die französischen Schiffe durch das Geschützfeuer der Küstenbatterien vertrieben. Am 4. Juli erhielt Willaumez die Nachricht, dass der jährliche Jamaika-Konvoi, eine große Ansammlung von Handelsschiffen, die jedes Jahr im Sommer von der Karibik nach Großbritannien segelten, vor Tortola vor Anker lag. Cochrane hatte die Gefahr für die Jamaika-Station erkannt und wartete bereits mit vier Linienschiffen und vier Fregatten vor St. Thomas auf das französische Geschwader. Am 6. Juli sichtete Willaumez Cochrane südöstlich von St. Thomas. Gemäß den Befehlen Napoleons Kampfhandlungen mit der Royal Navy zu vermeiden, drehte er ab und segelte zwischen St. Thomas und den Passage-Inseln Richtung Süden. Anschließend segelte Cochrane nach Tortola, wo sich ein Konvoi von fast 300 Schiffen versammelt hatte.
Da seine Bemühungen, den Konvoi noch vor dem Auslaufen, zu stellen erfolglos blieben, beschloss Willaumez, ihn auf See auf den Bahama Banks abzufangen. Dort wartete er auf den Konvoi und beschlagnahmte jedes Schiff, das in Sichtweite kam, für den Fall, dass sie seine Position verraten könnten. Willaumez wartete mehrere Wochen lang vergeblich, da die Briten den Konvoi zurückhielten, um weitere Informationen über den Standort des französischen Geschwaders zu erhalten. In der Nacht des 31. Juli segelte Kapitän Jérôme Bonaparte, der es leid war, auf den Konvoi zu warten, ohne Befehl und ohne Willaumez zu benachrichtigen, in Richtung Norden. Am 1. August, geriet Willaumez durch das Verschwinden der Vétéran in Panik und begann in der Annahme, das Schiff sei versehentlich vom Rest des Geschwaders getrennt worden, mit der Suche nach dem vermissten Schiff und seinem wichtigen Kommandanten.
Während Willaumez mit der Suche nach der Vétéran abgelenkt war, hatte Cochrane die Vorbereitungen für den Konvoi abgeschlossen. Da er die Abfahrt nicht länger hinauszögern konnte, stachen 109 große Handelsschiffe unter dem Schutz eines Linienschiffs, zweier Fregatten und zweier Schaluppen Richtung Großbritannien in See. Der Konvoi passierte Willaumez' eigentliches Operationsgebiet und war bereits weit nach Osten gesegelt als Willaumez zurückkehrte. Ohne es zu wollen, hatte Bonaparte das französische Geschwader vor einem möglichen Zusammentreffen mit Admiral Warren bewahrt, der nach seinem Sieg über Linois im März auf der Suche nach Willaumez in den Atlantik zurückgekehrt war.

#### Hurrikane
Mit seinem Geschwader stark dezimiert, und nur noch wenige Lebensmittelvorräte zur Verfügung, beschloss Willaumez, nach Neufundland zu segeln, um so der Verfolgung durch Cochrane und Warren zu entgehen und die dortigen Konvois und Fischereiflotten, zu jagen. Am 18. August geriet Willaumez 324 Seemeilen (600 km) nordöstlich von Puerto Rico, in einen heftigen Hurrikan der sein Geschwader zerstreute. Nachdem sich der Sturm gelegt hatte, musste er feststellen, dass die Foudroyant schwer beschädigt und vollkommen allein war. Um die erforderlichen Reparaturen für die Heimreise durchzuführen, beabsichtigte er nach Havanna zu segeln. Als die Foudroyant am 15. September, Havanna erreichte, tauchte die Fregatte HMS Anson unter Kapitän Charles Lydiard auf. Obwohl die Foudroyant als Linienschiff der Anson überlegen war, eröffnete die Anson um 13:15 Uhr das Feuer. Aufgrund der schweren Beschädigungen war die Foudroyant zu schnellen Manövern nicht mehr fähig und erlitt weitere Schäden durch die Anson. Der Widerstand von Willaumez' Flaggschiff erwies sich jedoch als zu stark, sodass die Anson mit zwei Toten und acht Verwundeten um 13:45 Uhr abdrehen musste.
Der Rest von Willaumez' Geschwader war bei seinen Versuchen, sich in Sicherheit zu bringen, weniger erfolgreich. Alle waren schwer beschädigt und die meisten wurden nach Nordwesten in Richtung der Ostküste der Vereinigten Staaten getrieben. Dort trafen sie auf das Geschwader von Strachan, das die Bahamas passiert hatte und in denselben Sturm geraten, der das französische Geschwader auseinandergetrieben hatte. Strachans Schiffe, die weniger beschädigt waren als die der Franzosen, begannen sich vor der Chesapeake Bay zu sammeln, um ihre Suche fortzusetzen, sobald die vorläufigen Reparaturen abgeschlossen waren. Am 14. September sichteten die Linienschiffe HMS Belleisle HMS Bellona und die Fregatte HMS Melampu vor Cape Henry die Impétueux in Südwestlicher Richtung.
Auch die Impétueux hatte schwere Schäden erlitten und versuchte verzweifelt einen Hafen in den Vereinigten Staaten zu erreichen. Als Kommodore Alain-Joseph Le Veyer-Belair die Briten sichtete, steuerte er die Impétueux sofort auf die Küste zu, um dem ungleichen Kampf auszuweichen und setzte das Schiff schließlich auf Grund. Obwohl sich die Impétueux nun auf amerikanischem Boden befand, eröffnete die Melampus und kurz darauf die Belleisle und die Bellona das Feuer. Die Enterkommandos begannen die Impétueux zu kapern und um 20:00 Uhr wurde die restliche französische Besatzung als Gefangene an Bord der Fregatte genommen. Von dem ursprünglichen Geschwader kehrten lediglich vier Schiffe nach Frankreich zurück: Die Vétéran, nachdem es ihr am 10. August, gelang sechs Handelsschiffe auf ihrem Weg von Quebec nach Großbritannien aufzubringen, am 26. August, die Cassard am 13. Oktober, die Foudroyant im Februar 1807 und die Patriote am 17. Januar 1808. Die Éole wurde 1811 abgewrackt. Ebenso die Valeureuse, die nach dem Sturm im Delaware River Schutz suchte, später aber gezwungen war, flussaufwärts nach Philadelphia zu fahren, um britischen Angriffen zu entgehen.

## Nachwirkung
Als Reaktion auf die französischen Operationen hatte die Admiralität neben den Einheiten von Warren und Strachan zusätzliche Truppen aufgestellt. Konteradmiral Thomas Louis der mit einem Geschwader im Ärmelkanal patrouillieren sollte und Admiral William Cornwallis der den Hafen von Brest blockierte.
Obwohl Admiral Allemand 1808 eine kleinere Expedition von Brest nach Toulon leitete und Willaumez Anfang 1809 einen entschlossenen, wenn auch erfolglosen Versuch unternahm, in den Atlantik vorzudringen, der in der Schlacht an der baskischen Reede endete, gab es im weiteren Verlauf keine weiteren groß angelegten Operationen im Atlantik. Kleinere Operationen einzelner französischer Schiffe und kleiner Geschwader wurden fortgesetzt. Aber die Verluste der Jahre 1805 und 1806 in Verbindung mit der Einnahme eines Großteils der Westindischen Inseln im Jahr 1809 schränkten sowohl die Notwendigkeit als auch die Fähigkeit der Franzosen ein, in großem Umfang im Atlantik zu operieren.
In Großbritannien unterstrich der Feldzug die wichtige Erkenntnis aus dem Trafalgar-Feldzug im Jahr zuvor, dass es in den Weiten des Atlantischen Ozeans äußerst schwierig war, französische Geschwader aufzuspüren und abzufangen. Nur vor ihren eigenen Häfen und in den begrenzten Gewässern der Karibik waren sie für den Angriff durch britische Geschwader anfällig. Der unzureichende Schutz der Konvois und die hohen Kosten für die Verfolgung französischer Geschwader bedeuteten, dass der britische Handel durch die Plünderungen unabhängiger französischer Geschwader gefährdet war und die Aufrechterhaltung einer strengen Blockade unabdingbar war. Der britische Eingriff in den französischen Schiffshandel war ein ständiges Ärgernis für Napoleon, der schließlich ein massives Schiffbauprogramm mit der Absicht initiierte, die Blockaden der Briten zu durchbrechen.